# Zaynab Dosso
Zaynab Dosso (Man, Costa de Marfil, 12 de septiembre de 1999) es una deportista italiana de origen marfileño que compite en atletismo, especialista en las carreras de velocidad.
Ganó dos medallas en el Campeonato Mundial de Atletismo en Pista Cubierta, en los años 2024 y 2025, dos medallas de bronce en el Campeonato Europeo de Atletismo, en los años 2022 y 2024, y una medalla de oro en el Campeonato Europeo de Atletismo en Pista Cubierta de 2025.

## Palmarés internacional
| Campeonato Mundial en Pista Cubierta | Campeonato Mundial en Pista Cubierta | Campeonato Mundial en Pista Cubierta | Campeonato Mundial en Pista Cubierta |
| Año                                  | Lugar                                | Medalla                              | Prueba                               |
| ------------------------------------ | ------------------------------------ | ------------------------------------ | ------------------------------------ |
| 2024                                 | Glasgow (Reino Unido)                | Medalla de bronce                    | 60 m                                 |
| 2025                                 | Nankín (China)                       | Medalla de plata                     | 60 m                                 |
| Campeonato Europeo                   |                                      |                                      |                                      |
| Año                                  | Lugar                                | Medalla                              | Prueba                               |
| 2022                                 | Múnich (Alemania)                    | Medalla de bronce                    | 4 × 100 m                            |
| 2024                                 | Roma (Italia)                        | Medalla de bronce                    | 100 m                                |
| Campeonato Europeo en Pista Cubierta |                                      |                                      |                                      |
| Año                                  | Lugar                                | Medalla                              | Prueba                               |
| 2025                                 | Apeldoorn (Países Bajos)             | Medalla de oro                       | 60 m                                 |